# Ceryx helodiaphana
Ceryx helodiaphana är en fjärilsart som beskrevs av Walter Karl Johann Roepke 1937. Ceryx helodiaphana ingår i släktet Ceryx och familjen björnspinnare. Inga underarter finns listade i Catalogue of Life.